# Żebry Wielkie
Żebry Wielkie – wieś w Polsce położona w województwie podlaskim, w powiecie wysokomazowieckim, w gminie Klukowo.
W latach 1975–1998 miejscowość administracyjnie należała do województwa łomżyńskiego.
Wierni kościoła rzymskokatolickiego należą do parafii Zmartwychwstania Pańskiego w Kuczynie.

## Historia
Wieś założona w XV wieku. Z roku 1469 pochodzi wzmianka: tertio statuerunt Bartholomeum et Stanislaum de Szebry. W 1528 na pospolite ruszenie wystawiono stąd jednego konnego.
W akcie przysięgi na wierność królowi polskiemu z 1569 roku wymieniono szlachetnego Piotra, syna Mikołaja Sobotki i szlachetnego Jerzego, syna Mikołaja Czartka z Żebrów.
W czasie spisu podatkowego z 1580 Żebry zostały policzone razem z wsiami Gnaty i Soczewki. Dziedziczyli tutaj Stanisław Szwejko, Stanisław Kuncza i Jan Żebrowski. Obszar gruntów wynosił 15 włók ziemskich.
W I Rzeczypospolitej miejscowość należała do ziemi drohickiej w województwie podlaskim.
Na mapie Karola de Perthees'a z 1745 roku wymieniono Żebry Nadolne i Żebry Nadrzeczne. Żebry Nadrzeczne wyszczególniono na mapie z 1795 r.
W 1801 roku dokonano pomiaru gruntów. Zachowane dokumenty informują o dużym rozdrobnieniu:
- Boratyński, 4 morgi i 87 prętów w 77 działach
- Boratyńskiego dziadowskie (po dziadku), 423 morgi i 151 prętów w 182 działach
- synowie Walentego Żebrowskiego (dziadowskie) 111 mórg i 153 prętów w 51 działach
- synowie Walentego Żebrowskiego (wolne) 97 mórg i 39 prętów w 70 działach
- Żebrowski kupne, 62 morgi i 152 pręty w 62 działach
- Żebrowski Marceli 104 morgi i 131 prętów w 99 działach
- synowie Żebrowskiego Bartłomieja 84 morgi i 164 pręty w 74 działach
- Wyszyński Kazimierz 99 morgi i 174 pręty w 124 działach
- synowie Dąbrowskiego Jakuba 97 mórg i 157 pręty w 102 działach
- synowie Żebrowskiego Franciszka 117 mórg i 64 pręty w 88 działach
- Murawski Jan 31 mórg i 102 pręty w 56 działach
- synowie Dąbrowskiego Sebastiana 49 mórg i 71 prętów w 43 działach

W Tabelli miast i wsi Królestwa Polskiego z 1827 roku wymieniono Żebry Wielkie Nadrzeczne. W tym samym roku we wsi 17 domów i 118 mieszkańców.
.
Od 1867 r. wieś należała do powiatu mazowieckiego, gmina Klukowo, parafia Kuczyn.
W 1891 roku wieś zamieszkana wyłącznie przez drobną szlachtę (26 na 106 ha ziemi). Z powodu bardzo dużego rozdrobnienia ziemi mieszkańcy w 1898 roku wynajęli geodetę i przeprowadzili komasację gruntów.
W 1921 w 32 domach mieszkało tu 192 osoby.

## Obiekty archeologiczne
- cmentarzysko ciałopalne ze schyłku epoki brązu i początku epoki żelaza, wykorzystywane przez ludność kultury łużyckiej[11]

## Współcześnie
Wieś typowo rolnicza. Produkcja roślinna podporządkowana przede wszystkim hodowli krów mlecznych.

## Galeria

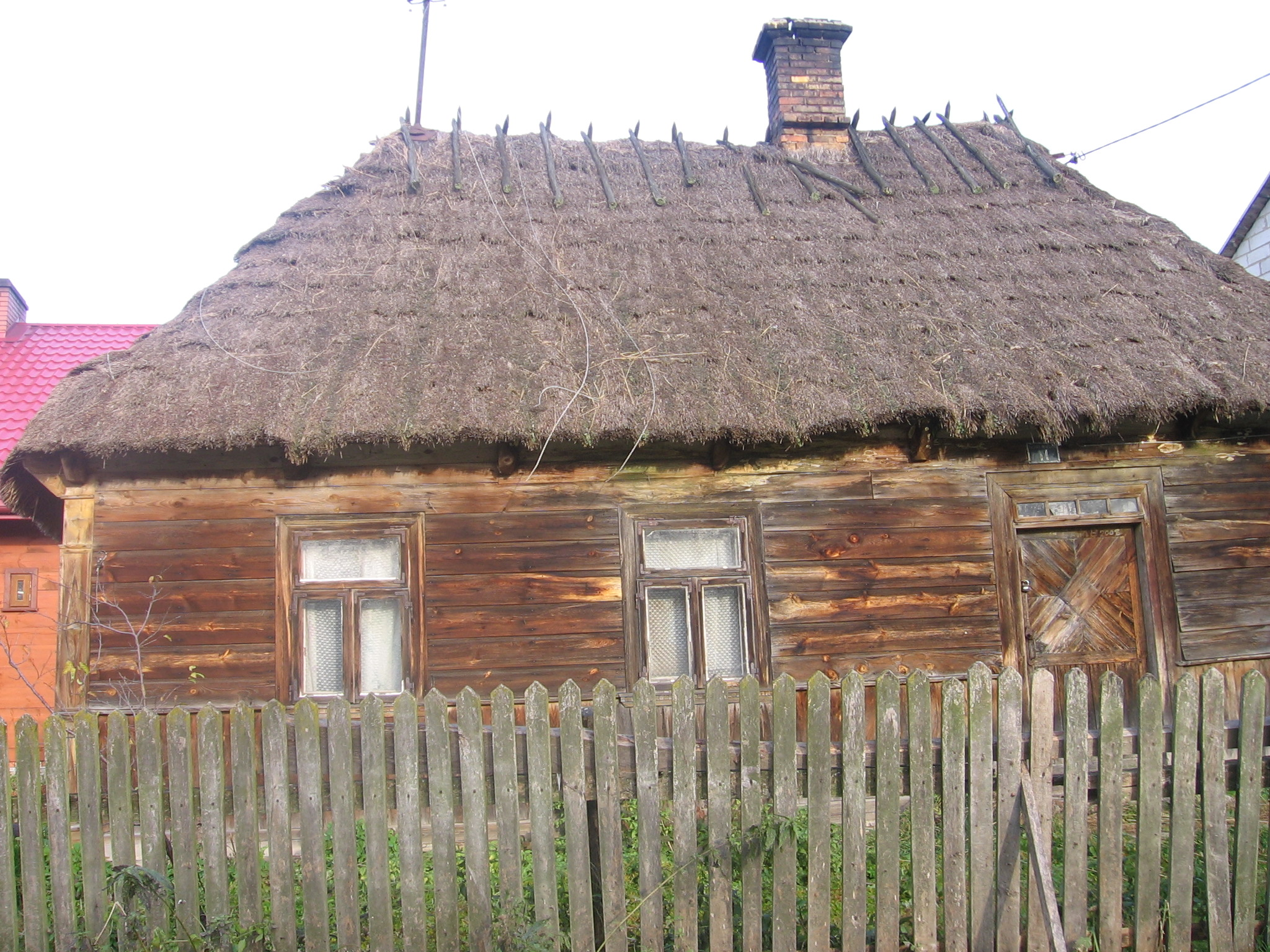
Budynek mieszkalny z przełomu XIX i XX wieku
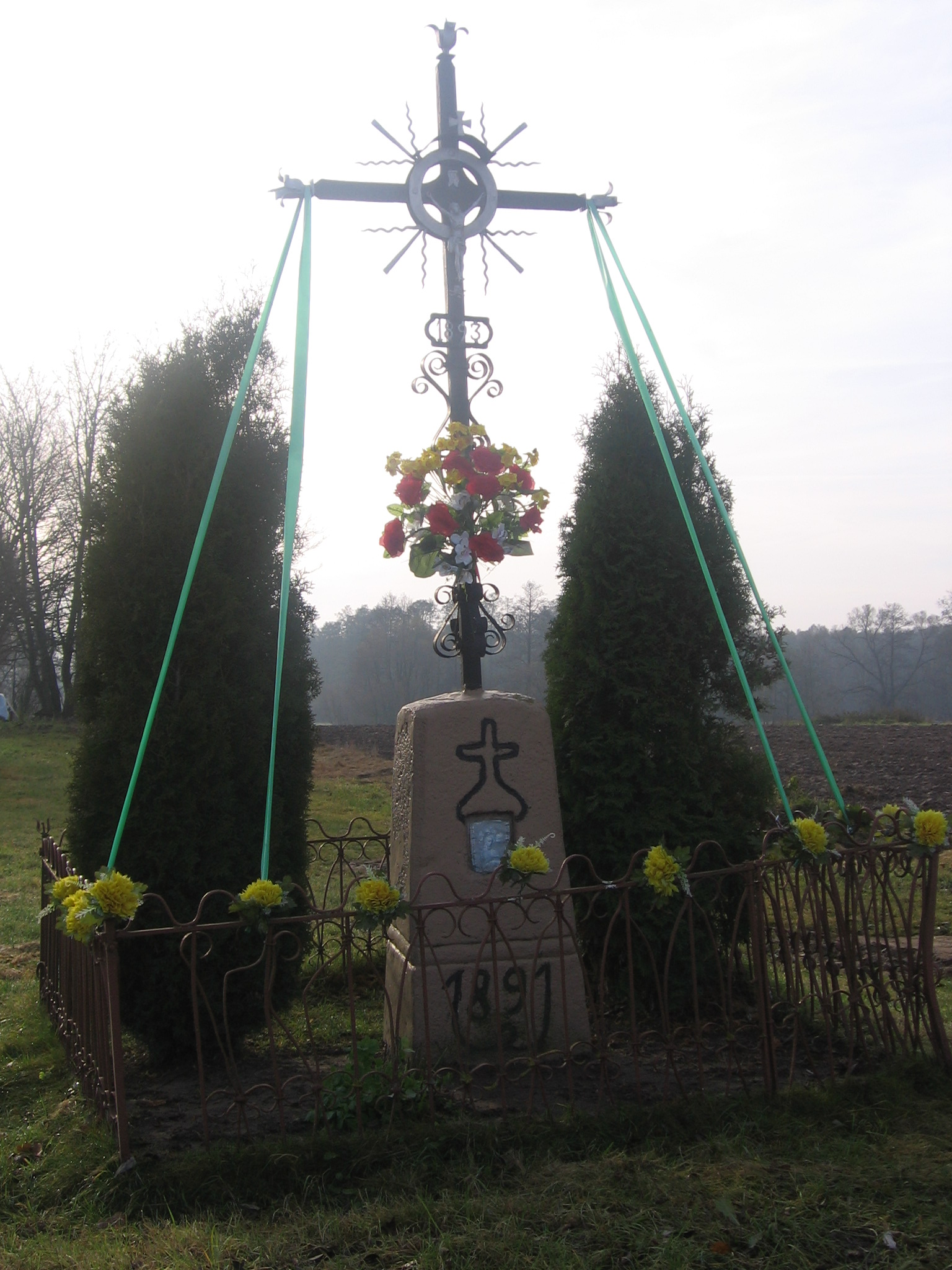
Przydrożny krzyż z 1891 r.